# 韦拔群故居遗址及旧墓
韦拔群故居遗址及旧墓，系韦拔群之住所。其位于中国广西壮族自治区东兰县武篆镇东里村特牙山，类型为近现代重要史迹及代表性建筑。遗址与旧墓同为一个省级文物保护单位和第六批广西壮族自治区文物保护单位，公布时间为2009年5月4日。
韦拔群故居遗址及旧墓的历史年代为近代。